# Saison 9 des Simpson
Vous lisez un « bon article » labellisé en 2014.
Chronologie
Saison 8 Saison 10
La neuvième saison des Simpson est diffusée pour la première fois aux États-Unis par la Fox entre le 21 septembre 1997 et le 17 mai 1998. En France, elle est diffusée sur Canal+ du 5 septembre 1998 au 20 février 1999, puis rediffusée en 2003, et est diffusée depuis octobre 2006 sur W9. En Belgique, elle est diffusée du 4 au 24 novembre 1998 sur Club RTL .En Suisse, elle était diffusée sur TSR1.  Le show runner de cette saison est Mike Scully qui produit dix-huit épisodes. Cette saison contient trois épisodes de la production de la saison précédente, produits par Bill Oakley et Josh Weinstein, deux autres épisodes produits par David Mirkin et encore deux autres par Al Jean et Mike Reiss lors de la septième saison.
La saison est proposée pour cinq Emmy Awards et en remporte trois. Elle est aussi nommée dans la catégorie de la meilleure série aux Saturn Awards et pour un Golden Reel Award du meilleur montage son.
Le coffret DVD de la saison sort en région 1 le 19 décembre 2006, en région 2 le 29 janvier 2007 et le 21 mars de la même année en région 4.

## Production

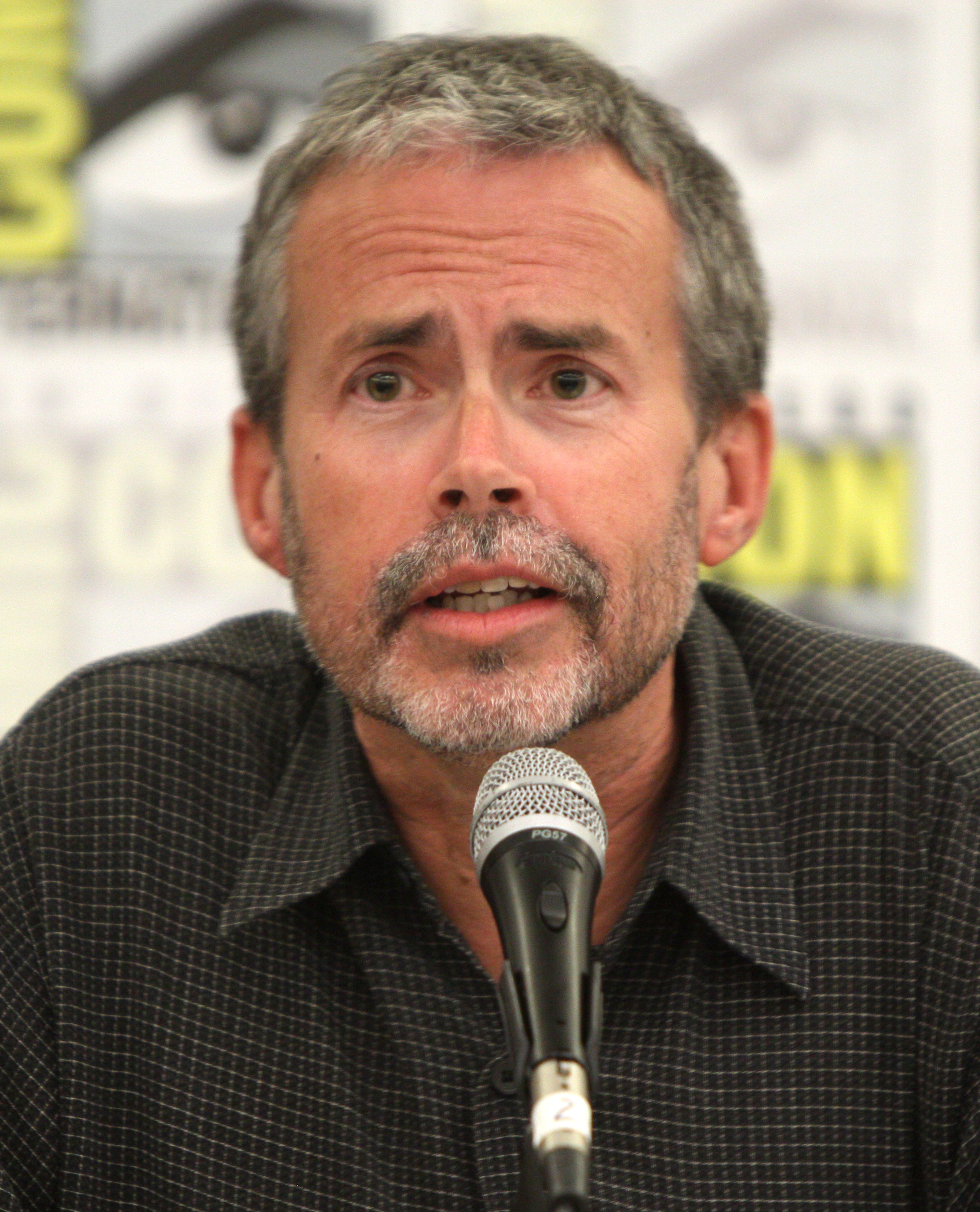
Mike Scully, show runner de la saison.

Le scénariste Mike Scully, qui participe à l'écriture d'épisodes depuis la sixième saison, est pour la première fois le show runner de la série. Les épisodes Homer contre New York, Le Principal principal et La Malédiction des Simpson, diffusés lors de cette saison, sont produits pendant la saison précédente,,. Deux autres épisodes, produits par Al Jean et Mike Reiss lors de la septième saison, sont également diffusés durant cette saison, Le Saxe de Lisa et Un Homer à la mer,. La Fox ayant commandé la production de vingt-cinq épisodes, ce qui paraît impossible pour les producteurs, l'ancien show runner David Mirkin revient pour produire deux épisodes, Un coup de pied aux cultes et Simpsonnerie chantante, afin de libérer un peu l'équipe,. Mike Scully restera show runner jusqu'à la douzième saison, même si ses saisons ne font pas l'unanimité auprès des adeptes de la série.
Ned Goldreyer, Larry Doyle, Steve O'Donnell, Matt Selman et Brian Scully écrivent tous leur premier scénario lors de cette saison. Mark Ervin et Klay Hall réalisent quant à eux leur premier épisode,. La plupart des scénaristes de la série restent pour la saison suivante, à l'exception de Ken Keeler, Joshua Sternin, Jeffrey Ventimilia, Ned Goldreyer et Steve O'Donnell, qui écrivent leur dernier épisode durant celle-ci.
L'année 1997 marque l'apparition de trois nouvelles séries télévisées d'animation pouvant concurrencer Les Simpson. Premièrement Les Rois du Texas, série aujourd'hui déprogrammée produite elle aussi par la Fox, dépasse rapidement la neuvième saison des Simpson en termes d'audiences. Le titre original du vingt-troisième épisode de cette saison des Simpson (King of the Hill) fait référence au titre original de cette nouvelle série. Les deux autres sont South Park et Daria, diffusées respectivement sur Comedy Central et MTV. En octobre 1997, les producteurs de la série décident de publier le livre The Simpsons: A Complete Guide to Our Favorite Family, un guide détaillant chaque épisode de la série des saisons précédentes, preuve du succès de la série,. Il sera suivi par d'autres livres concernant les saisons suivantes.

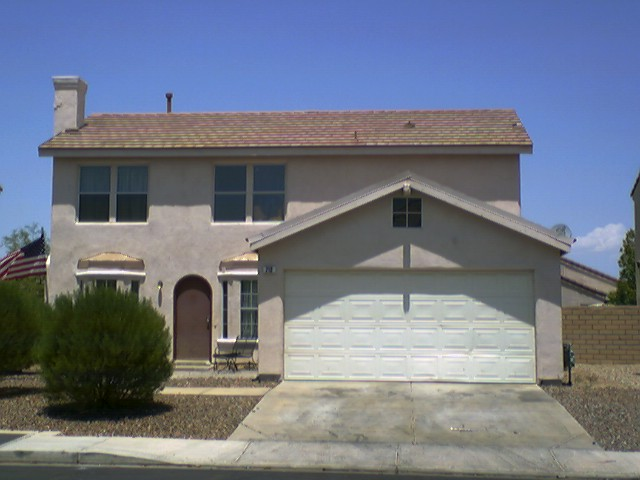
La réplique de la maison des Simpson, à Henderson, Nevada, en 2007.

En novembre 1997, Pepsi, KB Home et la Fox s'associent pour lancer un concours national afin de permettre au gagnant de celui-ci de remporter une réplique en taille réelle de la maison des Simpson, construite à Henderson, au Nevada,,. La maison est remportée par Barbara Howard, originaire du Kentucky, qui la refuse, trouvant « les couleurs trop criardes »,. Elle est finalement vendue en 2001 à un acquéreur anonyme après le retrait des éléments rappelant la série. Pendant les mois d'août et septembre où elle est ouverte au public, elle accueille plus de 30 000 visiteurs, dont Matt Groening lui-même,.
En mars 1998, bien que la série ait dépassée les deux cents épisodes et qu'elle ne semble pas prête à s'arrêter, les six doubleurs principaux réclament une augmentation de salaire à la Fox. Après les avoir menacé de les remplacer, la Fox cède, les acteurs ayant reçu le soutien de Matt Groening. Leur salaire passe donc de 30 000 à 125 000 dollars par épisode.
La saison est diffusée pour la première fois aux États-Unis par la Fox entre le 21 septembre 1997 et le 17 mai 1998. En France, elle est diffusée du 5 septembre 1998 au 20 février 1999 sur Canal+, et pour la première fois dans le même ordre que celui choisi par la Fox,. Au niveau du doublage français, il est à noter que cette saison marque la dernière participation de Patrick Guillemin, voix entre autres de Ned, Apu, Barney, Smithers ou Lovejoy. Il sera remplacé par Pierre Laurent à partir de la saison suivante. Cette saison marque aussi l'apparition des personnages suivants : Duffman, La Folle aux chats, Gil et Manjula qu'Apu épouse, dans l'épisode Mère hindoue, fils indigne, à la suite d'un mariage arrangé entre leurs parents.

## Accueil

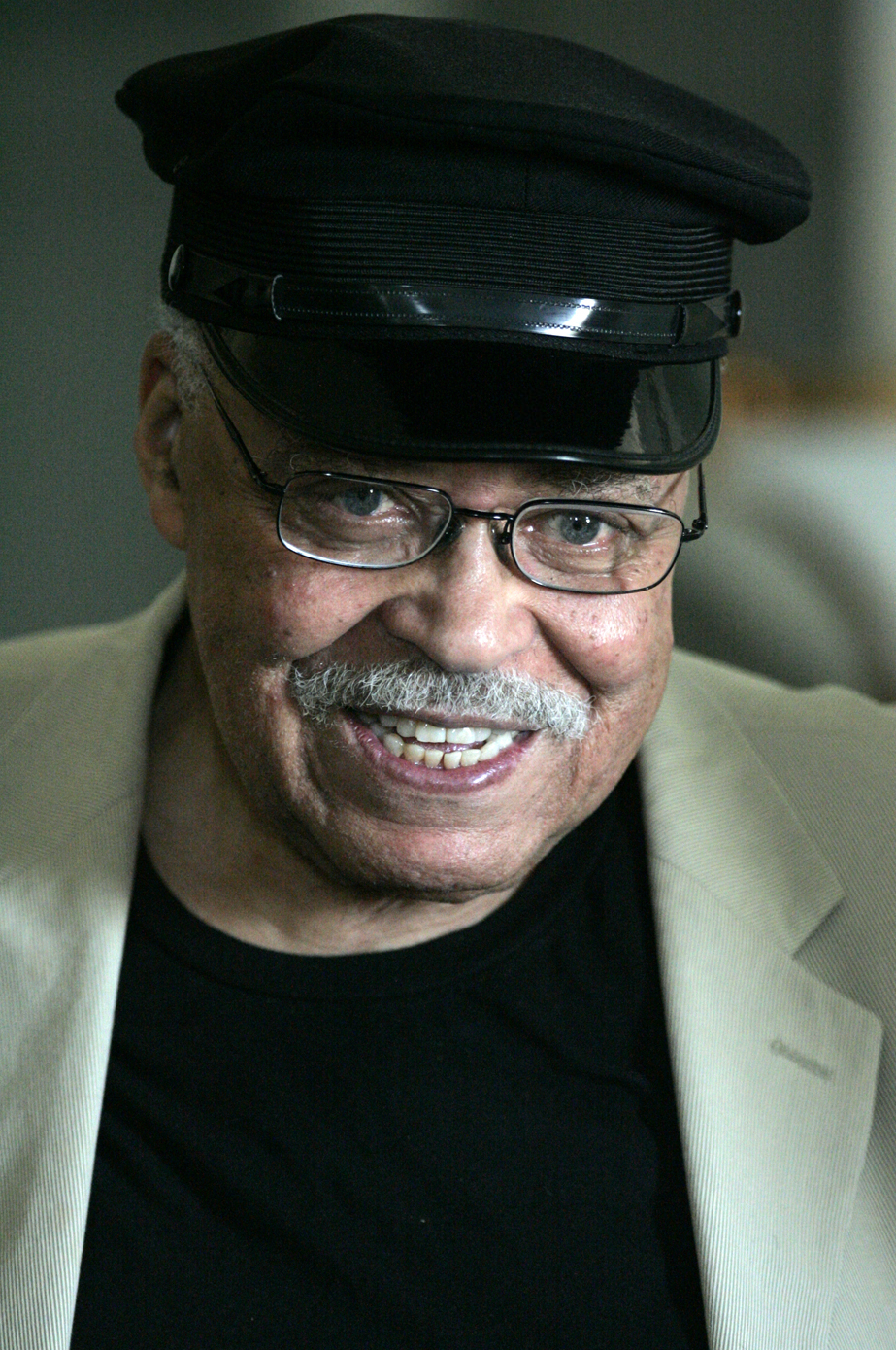
La participation de James Earl Jones, qui narre l'épisode Les Petits Sauvages, est classée par IGN à la septième place des meilleures participations à la série.

L'accueil de la saison par les critiques est mitigé. Pour beaucoup, cette saison de « remplissage » marque le « commencement du déclin » en qualité de la série, notamment car il était difficile « d'offrir à l'incroyable huitième saison une succession à la hauteur »,,. Le deuxième épisode, Le Principal principal, dénoncé par les adeptes de la série comme un « manque d'imagination des auteurs », fait partie des épisodes que Matt Groening lui-même « apprécie le moins »,. Les critiques déclarent que cet épisode, ainsi que Le Bus fatal et Pour quelques milliards de plus, permettent à la série de faire son « jumping the shark »,. Malgré cela, ces mêmes critiques reconnaissent que la saison est toujours aussi « acerbe, décalée et inventive » et qu'elle contient quelques « bons moments » comme les épisodes Homer contre New York, Mère hindoue, fils indigne, Un coup de pied aux cultes, La Dernière Tentation de Krusty ou encore Simpson Horror Show VIII,. L'épisode Homer contre New York prend d'ailleurs la place du meilleur épisode de la saison dans le classement des meilleurs épisodes des vingt premières saisons, effectué par le site IGN en 2010, et la treizième place du classement des vingt-cinq meilleurs épisodes de la série proposé par le magazine Entertainment Weekly en 2003,. IGN dresse aussi la liste des vingt-cinq meilleures apparitions de célébrités de toute l'histoire de la série, classant James Earl Jones, narrateur de l'épisode Les Petits Sauvages, à la septième place.
Homer contre New York, le premier épisode de la saison, termine à la dix-huitième place au niveau des audiences américaines de la semaine du 15 au 21 septembre 1997 avec une note de 10,7 sur l'échelle de Nielsen. C'est le programme de la FOX le mieux noté de la semaine. Le dernier épisode de la saison, Chéri, fais-moi peur, termine à la vingt-neuvième place avec une note de 8,8 et à la quatrième place des programmes de la FOX de la semaine, derrière X-Files, Les Rois du Texas et Ally McBeal. La note moyenne de la saison est de 9,8, le maximum de 11,9 étant obtenu avec l'épisode Un drôle de manège et le minimum de 7,5 avec Pour quelques milliards de plus.
Cette saison réunit une moyenne de 16,51 millions de téléspectateurs par épisode aux États-Unis. L'épisode Mère hindoue, fils indigne, avec ses 19,8 millions de téléspectateurs, est l'épisode le plus regardé lors de cette saison.
Au niveau des récompenses, la saison reçoit cinq nominations aux Emmy Awards et en remporte trois. L'épisode Vive les éboueurs reçoit le prix du meilleur programme d'animation, Hank Azaria remporte le prix du meilleur doublage pour le rôle d'Apu Nahasapeemapetilon et Alf Clausen et Ken Keeler reçoivent l'Emmy des meilleures musique et paroles pour la chanson You're Checkin' In de l'épisode Homer contre New York. Alf Clausen est aussi nommé dans les catégories de la meilleure direction musicale pour l'épisode Simpsonnerie chantante et de la meilleure composition musicale pour l'épisode Simpson Horror Show VIII. Ce dernier épisode remporte néanmoins le prix du meilleur montage sonore aux Golden Reel Awards. La saison est aussi nommée dans la catégorie de la meilleure série aux Saturn Awards, mais c'est Buffy contre les vampires qui l'obtient.

## Épisodes
| № | #  | Titre                                                                                     | Réalisation          | Scénario                                     | Première diffusion                  | Code de prod. | Audience (en millions) |
| --- | -- | ----------------------------------------------------------------------------------------- | -------------------- | -------------------------------------------- | ----------------------------------- | ------------- | ---------------------- |
| 179 | 1  | Homer contre New York The City of New York vs. Homer Simpson                              | Jim Reardon          | Ian Maxtone-Graham                           | 21 septembre 1997 5 septembre 1998  | 4F22          | 10,5                   |
| Barney est désigné au hasard pour être celui qui ne boit pas pendant la soirée chez Moe. Celui-ci ramène donc chez eux Homer et ses amis. Énervé il garde la voiture des Simpson et ce n'est que deux mois plus tard qu'il revient à Springfield. Une contravention indique à Homer que sa voiture est garée à New York entre les deux tours du World Trade Center. Bien qu'il déteste cette ville, il emmène toute sa famille pour récupérer son bien... |    |                                                                                           |                      |                                              |                                     |               |                        |
| 180 | 2  | Le Principal principal The Principal and the Pauper                                       | Steven Dean Moore    | Ken Keeler                                   | 28 septembre 1997 12 septembre 1998 | 4F23          | 14,9                   |
| Une fête en l'honneur du principal Skinner est organisée à l'école élémentaire de Springfield par l'inspecteur Chalmers et quelques élèves. Au cours de celle-ci un militaire entre dans la salle et annonce que le principal a usurpé son identité et qu'il est le véritable Seymour Skinner. Le principal reconnaît les faits et explique la raison de cette imposture. Renvoyé de l'école, une nouvelle vie commence pour lui... |    |                                                                                           |                      |                                              |                                     |               |                        |
| 181 | 3  | Le Saxe de Lisa Lisa's Sax                                                                | Dominic Polcino      | Al Jean                                      | 19 octobre 1997 19 septembre 1998   | 3G02          | 12,9                   |
| Lisa en jouant du saxophone perturbe Homer et Bart qui regardent un documentaire sur Krusty à la télévision. Après une dispute entre Lisa et son frère le saxophone tombe de la fenêtre et se fait aplatir par une voiture. Pour tenter de réconforter sa fille Homer raconte l'histoire de l'achat de son saxophone. N'y parvenant pas, Marge prend le relais... |    |                                                                                           |                      |                                              |                                     |               |                        |
| 182 | 4  | Simpson Horror Show VIII (Le Spécial Halloween des Simpson VIII) Treehouse of Horror VIII | Mark Kirkland        | Mike Scully, David S. Cohen et Ned Goldreyer | 26 octobre 1997 31 octobre 1998     | 5F02          | 10,9                   |
| Homer Homéga : lorsque la menace d'une guerre atomique entre Springfield et la France se fait sentir, Homer construit un abri antiatomique. La France bombarde Springfield alors qu'Homer était à l'intérieur. Quand il ressort, il est le seul survivant. Mouche contre mouche : Bart utilise la machine pour se téléporter inventée par le professeur Frink en même temps qu'une mouche. Dans une parodie de La Mouche, leurs ADN se mélangent et ressortent deux êtres mi-hommes mi-mouches. Cuisiner c'est pas sorcier : en 1649 a lieu une grande chasse aux sorcières à Springfield. Or, Marge est soupçonnée d'être une sorcière... |    |                                                                                           |                      |                                              |                                     |               |                        |
| 183 | 5  | Le Papa flingueur The Cartridge Family                                                    | Pete Michels         | John Swartzwelder                            | 2 novembre 1997 26 septembre 1998   | 5F01          | 10,3                   |
| À la suite d'une émeute en pleine ville, Homer décide de s'acheter une arme afin d'être en mesure de protéger sa famille. Marge, opposée à cette idée, préfère aller passer la nuit ailleurs tant que son mari n'aura pas rendu son arme. Rapidement, le revolver devient pour Homer une prolongation de sa main... |    |                                                                                           |                      |                                              |                                     |               |                        |
| 184 | 6  | Fou de foot Bart Star                                                                     | Dominic Polcino      | Donick Cary                                  | 9 novembre 1997 3 octobre 1998      | 5F03          | 10,6                   |
| Pour lutter contre l'obésité de leurs enfants, les habitants de Springfield les inscrivent à un cours de football américain animé par Ned Flanders. Homer trouvant ce dernier mauvais au poste d'entraîneur, lui prend sa place. Arrivé à la tête de l'équipe il nomme Bart au poste de quarterback, poste qui convenait bien mieux à Nelson... |    |                                                                                           |                      |                                              |                                     |               |                        |
| 185 | 7  | Mère hindoue, fils indigne The Two Mrs. Nahasapeemapetilons                               | Steven Dean Moore    | Richard Appel                                | 16 novembre 1997 10 octobre 1998    | 5F04          | 19,8                   |
| Apu est, avec cinq prétendantes, le grand gagnant d'une soirée où des femmes célibataires peuvent décrocher aux enchères une soirée avec un homme. Après avoir rencontré ses conquêtes, il comprend qu'il est encore seul et qu'il est temps de se trouver quelqu'un. Quelques jours plus tard il reçoit une lettre de sa mère lui révélant qu'il est promis à une indienne depuis sa petite enfance. N'ayant aucune envie de se marier avec une inconnue il dit à sa mère qu'il est déjà marié. Lorsqu'elle vient faire la rencontre de sa belle-fille, Apu demande à Marge de se faire passer pour sa femme...                           |    |                                                                                           |                      |                                              |                                     |               |                        |
| 186 | 8  | Les Ailes du délire Lisa the Skeptic                                                      | Neil Affleck         | David S. Cohen                               | 23 novembre 1997 17 octobre 1998    | 5F05          | 9,3                    |
| Alors qu'un centre commercial est en train d'être construit sur un terrain où se trouvent des ossements de dinosaures, Lisa tombe sur un squelette particulier. Il semble s'agir d'un homme avec des ailes. Tout le monde pensant que c'est un ange et voulant le voir, Homer l'emmène chez lui pour s'en enrichir. Lisa, elle, pense que c'est une supercherie et elle compte bien le démontrer... |    |                                                                                           |                      |                                              |                                     |               |                        |
| 187 | 9  | Marge Business Realty Bites                                                               | Swinton O. Scott III | Dan Greaney                                  | 7 décembre 1997 24 octobre 1998     | 5F06          | 10,6                   |
| Homer et Marge pour lutter contre la routine se rendent à la vente aux enchères organisée par la prison. Homer y achète la voiture de sport du Serpent. Marge, qui n'apprécie pas la conduite de son mari, rentre chez elle à pied. Elle rencontre alors Lionel Hutz, devenu agent immobilier, ce qui lui donne envie d'en faire autant. Après un examen elle est embauchée à l'agence du Blazer Rouge. Pendant qu'elle commence son nouveau travail, le Serpent est décidé à se venger d'Homer qui a acquis sa voiture... |    |                                                                                           |                      |                                              |                                     |               |                        |
| 188 | 10 | Un Noël d'enfer Miracle on Evergreen Terrace                                              | Bob Anderson         | Ron Hauge                                    | 21 décembre 1997 26 décembre 1998   | 5F07          | 9,6                    |
| Après avoir acheté ses courses de Noël au dernier moment, Homer installe un sapin en plastique, pour changer de leur habituel sapin en aluminium. Alors que Marge a expressément demandé à toute la famille d'attendre le lendemain 7 heures avant d'ouvrir les cadeaux, Bart se lève deux heures plus tôt afin d'ouvrir les siens. En s'amusant avec son camion de pompier il met feu au sapin et décide de le dissimuler sous la neige et de raconter à ses parents qu'un cambrioleur l'a volé ainsi que les cadeaux... |    |                                                                                           |                      |                                              |                                     |               |                        |
| 189 | 11 | Simpsonnerie chantante All Singin, All Dancing                                            | Mark Ervin           | Steve O'Donnell                              | 4 janvier 1998 5 décembre 1998      | 5F24          | 8,9                    |
| Au lieu d'avoir loué la cassette de Croc-Blanc, Homer a emprunté une comédie musicale avec Clint Eastwood. Il dit alors qu'il déteste les chansons. L'épisode devient une comédie musicale et dans un premier temps Marge montre à Homer des extraits d'anciens épisodes au cours desquels Homer a chanté. Quelques instants après le Serpent entre dans le salon des Simpson et leur braque une carabine dessus, les forçant à chanter et à danser... |    |                                                                                           |                      |                                              |                                     |               |                        |
| 190 | 12 | Un drôle de manège Bart Carny                                                             | Mark Kirkland        | John Swartzwelder                            | 11 janvier 1998 14 novembre 1998    | 5F08          | 11,7                   |
| Déplorant l'état de son jardin, Marge demande à ses enfants de tondre la pelouse, mais ils refusent et restent devant la télévision. Lorsqu'une fête foraine arrive sur Springfield, Bart et Lisa demandent à leurs parents de l'argent pour y aller. Logiquement Marge refuse, mais Homer fait preuve de générosité et leur offre quelques billets. Là-bas Bart essaye la limousine d'Hitler et la détruit. Pour la rembourser le propriétaire l'oblige à travailler pour lui. Jaloux, Homer se porte volontaire pour aider Bart. Malheureusement, le travail ingrat qu'on leur propose n'est pas celui qu'ils espéraient...              |    |                                                                                           |                      |                                              |                                     |               |                        |
| 191 | 13 | Un coup de pied aux cultes The Joy of Sect                                                | Steven Dean Moore    | Steve O'Donnell                              | 8 février 1998 21 novembre 1998     | 5F23          | 9,4                    |
| Alors qu'il est à l'aéroport pour accueillir l'équipe de football de Springfield, Homer se fait aborder par des membres d'une secte, des Mouvementariens, qui l'invitent à venir passer un week-end gratuit avec eux. Attiré par le mot « gratuit » il s'y rend. Lors d'une réunion les Mouvementairiens font un lavage de cerveau général amenant tout le monde, sauf Homer, à aimer le dirigeant de la secte, appelé le Guide. Finalement Homer rejoint les rangs de la secte et y invite le reste de la famille. Lisa est la seule à rester insensible au Guide...                                                                      |    |                                                                                           |                      |                                              |                                     |               |                        |
| 192 | 14 | Les Petits Sauvages Das Bus                                                               | Pete Michels         | David S. Cohen                               | 15 février 1998 2 janvier 1999      | 5F11          | 9,6                    |
| Otto et Skinner emmènent les enfants de l'école élémentaire visiter l'Organisation des Nations unies. Chaque élève est vêtu du costume traditionnel du pays qu'il représente. À la suite d'un problème technique Otto perd le contrôle du bus qui tombe en plein milieu de l'océan. Les élèves arrivent à rejoindre une île déserte où ils sont obligés de tous cohabiter. De son côté Homer imite Ned en fondant sa propre entreprise commerciale... |    |                                                                                           |                      |                                              |                                     |               |                        |
| 193 | 15 | La Dernière Tentation de Krusty The Last Temptation of Krusty                             | Mike B. Anderson     | Donick Cary                                  | 22 février 1998 7 novembre 1998     | 5F10          | 9,5                    |
| Un festival du rire est organisé à Springfield par Jay Leno. Étonné que Krusty n'y soit pas invité, Bart demande à l'organisateur d'inviter le clown. Sa prestation est pitoyable et, découragé, il se soûle. Bart retrouve son idole le lendemain en train de dormir devant chez lui. Il décide de lui venir en aide et sur les conseils de Jay Leno lui fait prendre conscience qu'il doit renouveler son spectacle afin de plaire à nouveau au public... |    |                                                                                           |                      |                                              |                                     |               |                        |
| 194 | 16 | Pour l'amour de Moe Dumbbell Indemnity                                                    | Dominic Polcino      | Ron Hauge                                    | 15 mars 1998 12 décembre 1998       | 5F12          | 10,3                   |
| Moe, déprimé, vit mal son célibat. Homer décide alors de l'aider à trouver l'âme-sœur en l'emmenant en boîte de nuit. Le barman y rencontre Renée une fleuriste avec laquelle une grande amitié s'installe. Pour conquérir sa dulcinée Moe dépense beaucoup d'argent et se retrouve très vite ruiné. Il demande à Homer de l'aider en volant sa voiture afin de récupérer l'argent de l'assurance... |    |                                                                                           |                      |                                              |                                     |               |                        |
| 195 | 17 | La Malédiction des Simpson Lisa the Simpson                                               | Susie Dietter        | Ned Goldreyer                                | 12 octobre 1997 19 décembre 1998    | 4F24          | 10,4                   |
| Lisa est hantée par une énigme qu'elle n'a pas réussi à résoudre alors que tous les autres enfants, même Bart et Ralph, y sont parvenus. Pendant ce temps Jasper se fait congeler au mini-marché afin d'être décongelé dans un meilleur avenir. Apu profite de Jasper pour faire payer les visiteurs qui voudraient le voir. Lisa, toujours désespérée, demande conseil à son grand-père. Il lui explique que tous les Simpson sont soumis à une malédiction et qu'il finissent tous par devenir bêtes, ce qui est sûrement en train de lui arriver...                                                                                     |    |                                                                                           |                      |                                              |                                     |               |                        |
| 196 | 18 | La Clé magique The Little Wiggy                                                           | Neil Affleck         | Dan Greaney                                  | 22 mars 1998 28 novembre 1998       | 5F13          | 8,9                    |
| Au musée des sciences de Springfield, Marge remarque que Ralph, le fils du chef de la police, Clancy Wiggum, a un comportement étrange. Elle pense qu'il lui faut un ami. Elle force Bart à se rapprocher de lui, ce qui ne l'enchante guère jusqu'à ce que Ralph lui montre le placard secret de son père. À l'intérieur de celui-ci, Bart trouve une clé permettant d'ouvrir toutes les portes de la ville... |    |                                                                                           |                      |                                              |                                     |               |                        |
| 197 | 19 | Un Homer à la mer Simpson Tide                                                            | Milton Gray          | Joshua Sternin et Jeffrey Ventimilia         | 29 mars 1998 9 janvier 1999         | 3G04          | 9,0                    |
| Après avoir été renvoyé de la centrale parce qu'il a mis le feu au réacteur nucléaire, Homer est à la recherche d'un nouvel emploi. Il s'engage dans la marine avec Barney, Moe et Apu. Pendant ce temps, Milhouse crée un phénomène de mode en venant à l'école avec une boucle d'oreille... |    |                                                                                           |                      |                                              |                                     |               |                        |
| 198 | 20 | Pour quelques milliards de plus The Trouble With Trillions                                | Swinton O. Scott III | Ian Maxtone-Graham                           | 5 avril 1998 16 janvier 1999        | 5F14          | 7,4                    |
| Quatre mois après avoir célébré la nouvelle année, Homer se rend compte qu'il a oublié de faire sa déclaration d'impôt et qu'il ne lui reste plus qu'un jour pour l'envoyer. L'ayant rempli en vitesse avec des informations fallacieuses, les contrôleurs des impôts pensent qu'il a essayé de leur mentir. Ils passent alors un arrangement avec lui pour lui éviter la prison en lui demandant de retrouver le billet de 1000 milliards de dollars que cache M. Burns... |    |                                                                                           |                      |                                              |                                     |               |                        |
| 199 | 21 | Le Journal de Lisa Simpson Girlie Edition                                                 | Mark Kirkland        | Larry Doyle                                  | 19 avril 1998 23 janvier 1999       | 5F15          | 8,5                    |
| Remarquant que son émission n'est pas très instructive, Lindsey Naegle conseille à Krusty de réserver une partie de celle-ci aux informations pour les enfants, présentées par des enfants. Alors que Bart vient de détruire la cabane de Willie, Lisa est choisie pour présenter les informations. Marge demande à Lisa de céder la chronique des sports à Bart. Pendant ce temps Apu, en fauteuil roulant, informe Homer qu'il existe des singes dressés pour aider les handicapés. Immédiatement, il s'en achète un... |    |                                                                                           |                      |                                              |                                     |               |                        |
| 200 | 22 | Vive les éboueurs Trash of the Titans                                                     | Jim Reardon          | Ian Maxtone-Graham                           | 26 avril 1998 30 janvier 1999       | 5F09          | 10,2                   |
| Les éboueurs décident, à la suite d'une dispute avec Homer, de ne plus ramasser les ordures des Simpson. Celles-ci s'entassent rapidement devant la maison, la transformant en décharge. Quelques jours plus tard Homer constate que les détritus ont été ramassés. Marge lui explique que les éboueurs sont venus parce qu'elle a envoyé une lettre d'excuses signées du nom d'Homer. Il décide alors de rencontrer le chef des éboueurs... |    |                                                                                           |                      |                                              |                                     |               |                        |
| 201 | 23 | L'Abominable Homer des neiges King of the Hill                                            | Steven Dean Moore    | John Swartzwelder                            | 3 mai 1998 6 février 1999           | 5F16          | 9,2                    |
| Afin de remonter dans l'estime de son fils, Homer décide de perdre du poids. Pour ce faire il s'inscrit à une salle de gym et se nourrit de la toute nouvelle barre énergétique la « compote-énergie ». Un défi est organisé par le fabricant de ces barres : l'ascension du plus haut sommet de Springfield, le Pic de la Mort. Homer étant le plus important client de cette marque est choisi pour relever ce défi... |    |                                                                                           |                      |                                              |                                     |               |                        |
| 202 | 24 | Le Bus fatal Lost Our Lisa                                                                | Pete Michels         | Brian Scully                                 | 10 mai 1998 13 février 1999         | 5F17          | 7,6                    |
| Marge doit accompagner Bart à l'hôpital car il s'est collé à la glu des objets sur le visage. Lisa devait aller avec sa mère au musée égyptien et demande à Homer si elle peut y aller en prenant le bus. Après s'être trompée de ligne elle est perdue. Quand Homer raconte à ses collègues qu'il a laissé sa fille prendre le bus seule, leur réaction le pousse à s'empresser d'aller la retrouver. Ils visitent alors le musée tous les deux... |    |                                                                                           |                      |                                              |                                     |               |                        |
| 203 | 25 | Chéri, fais-moi peur Natural Born Kissers                                                 | Klay Hall            | Matt Selman                                  | 17 mai 1998 20 février 1999         | 5F18          | 8,6                    |
| Pendant la célébration de leur dixième année de mariage, Homer et Marge se rendent compte que leur vie de couple manque de piment. Ils décident de se cacher dans le moulin du mini-golf, mais des gens les repèrent, les obligeant à s'enfuir et à traverser la ville complètement nus. Pendant ce temps Bart et Lisa découvrent un trésor grâce à un détecteur de métaux... |    |                                                                                           |                      |                                              |                                     |               |                        |

## Invités

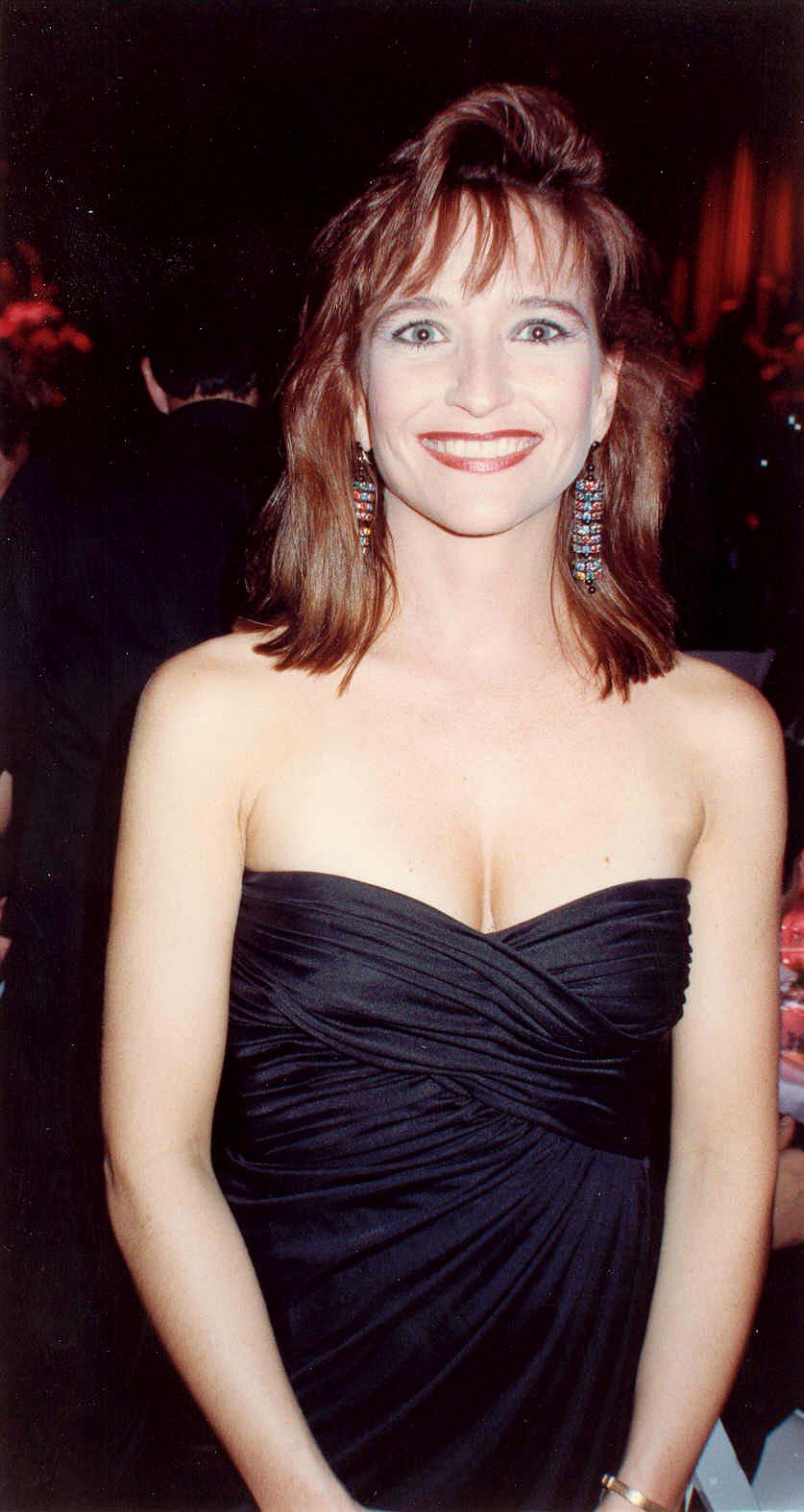
Jan Hooks interprète pour la première fois le rôle récurrent de Manjula Nahasapeemapetilon.

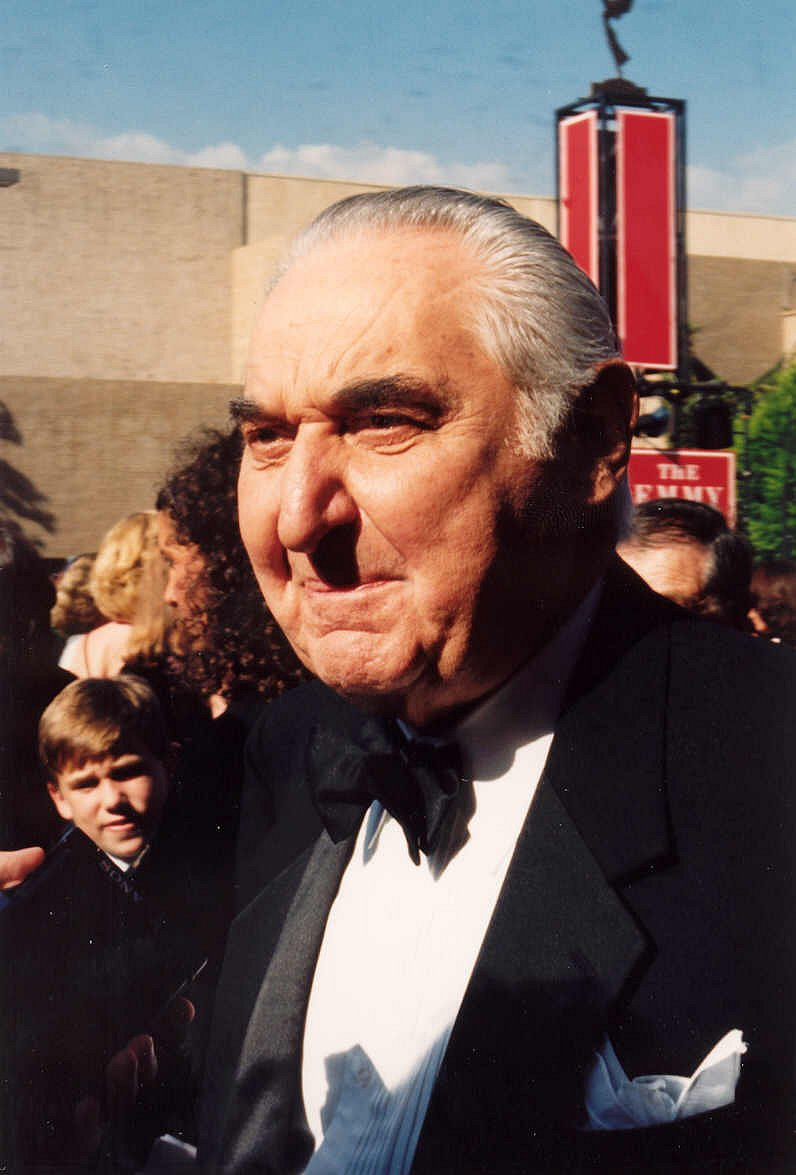
Fyvush Finkel interprète son propre rôle jouant celui de Krusty dans un docufiction parodique.

La série Les Simpson fait souvent appel à des guest-stars afin qu'elles prêtent leur voix à un personnage ou qu'elles interprètent leur propre rôle. Trente-et-une célébrités font partie du casting de cette neuvième saison. Dans le premier épisode, Homer contre New York, Joan Kenley interprète la voix au téléphone et Michael Dees est appelé pour chanter le générique, New York, New York de Frank Sinatra. Dans l'épisode suivant, Le Principal principal, on découvre que le principal Skinner s'appelle en réalité Armin Tamzarian et qu'il a volé la vie du véritable Seymour Skinner, interprété par le célèbre acteur américain Martin Sheen. Dans Le Saxe de Lisa, l'humoriste et comédien Fyvush Finkel joue le rôle de Krusty dans le docufiction parodique L'Histoire de Krusty le clown. Alcool, drogue, armes à feux, mensonges, chantage et rire. Roy Firestone interprète son propre rôle en tant qu'animateur d'une émission radiophonique dans l'épisode Fou de foot. Dans le même épisode, Joe Namath apparaît pour donner des conseils à Bart afin de devenir un bon quarterback et Mike Judge, le créateur de Les Rois du Texas, prête sa voix à son personnage de Hank Hill. L'épisode suivant, Mère hindoue, fils indigne, marque la première apparition de l'épouse d'Apu, Manjula, à qui Jan Hooks prête sa voix jusqu'à l'épisode de la quatorzième saison, La Nouvelle Marge, après lequel elle sera remplacée par Tress MacNeille. Andrea Martin interprète le rôle de la mère d'Apu, dans ce même épisode.

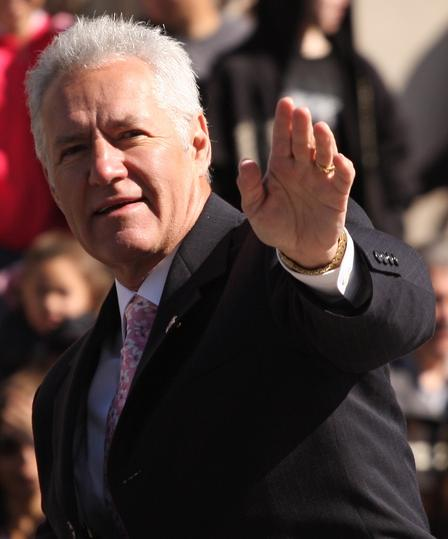
Alex Trebek anime une parodie de son émission Jeopardy! dans l'épisode Un Noël d'enfer.

Le scénariste de l'épisode Les Ailes du délire, David X. Cohen, écrit le rôle du paléontologue de l'épisode en s'inspirant de son professeur de géologie à l'université Harvard, Stephen Jay Gould. Finalement les producteurs décident de faire appel au professeur pour tenir son propre rôle. La parodie de l'émission Jeopardy! dans l'épisode Un Noël d'enfer, est animée par le vrai présentateur du jeu, Alex Trebek. L'acteur américain Jim Varney, principalement connu pour le rôle d'Ernest P. Worrell dans la série de films éponymes, tient le rôle du forain Cooder dans Un drôle de manège. La célèbre voix caverneuse de l'acteur James Earl Jones est celle du narrateur dans l'épisode Les Petits Sauvages. Dans le même épisode Jack Ong, acteur d'origine chinoise, prête sa voix aux pêcheurs asiatiques qui capturent Otto dans leur filet et Bill Gates fait une courte apparition doublé par Hank Azaria. Dans l'épisode La Dernière Tentation de Krusty, Bart convainc Krusty de participer à un festival d'humour pour relancer sa carrière, ainsi plusieurs comédiens et humoristes y interprètent leur propre rôle dont, Jay Leno, Bobcat Goldthwait, Janeane Garofalo, Bruce Baum et Steven Wright. Dans le même épisode la chanson de la publicité pour le « Canyonero » est interprétée par le chanteur de country Hank Williams, Jr..

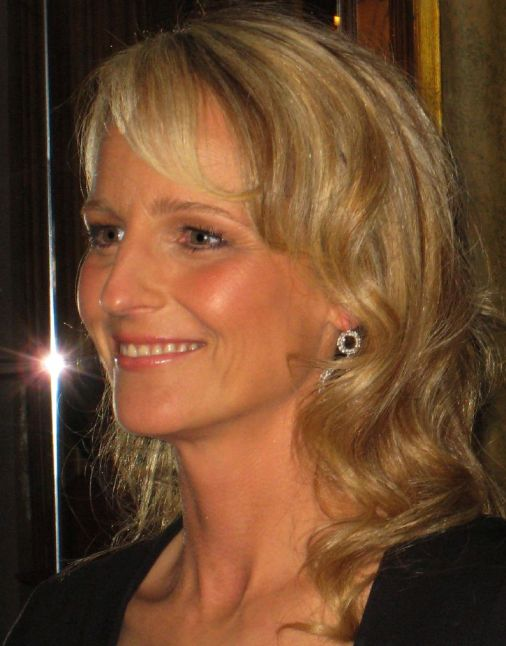
Helen Hunt interprète le rôle de Renée dans l'épisode Pour l'amour de Moe.

L'actrice californienne Helen Hunt prête sa voix à Renée, la conquête de Moe dans l'épisode Pour l'amour de Moe. Dans Un Homer à la mer, le scénariste de l'épisode de la quatrième saison, Oh la crise... cardiaque !, Michael Carrington, donne voix à l'instructeur militaire. Dans le même épisode les acteurs Bob Denver et Rod Steiger interprètent respectivement son propre personnage et le capitaine Ontherock. Deux personnages politiques font aussi leur apparition dans cet épisode, le dirigeant soviétique Lénine et le président américain John F. Kennedy, tous deux doublés par Dan Castellaneta. L'épisode suivant fait appel à Paul Winfield pour tenir le rôle de l'entraîneur de boxe Lucius Sweet, parodie de Don King. Steve Martin, Paul McGuinness, Susie Smith et le groupe U2 apparaissent tous dans l'épisode Vive les éboueurs. Brad et Neil, les deux employés de « Compote-énergie » présents dans l'épisode L'Abominable Homer des neiges sont respectivement doublés par Brendan Fraser et Steven Weber.

## Sortie VHS et DVD
Depuis la cinquième saison, les saisons des Simpson ne sortent plus en coffret VHS. Malgré cela, quelques épisodes apparaissent dans des cassettes de compilations. Ainsi, les épisodes Le Papa flingueur et Chéri, fais-moi peur sont présents dans la compilation Censuré sortie en 1999. La cassette La Compil' sortie la même année contient l'épisode Vive les éboueurs. En février 2001, l'épisode Les Petits Sauvages sort dans la compilation Les Simpson.com. Enfin, Sacré Boulot sort en juin 2005 et contient l'épisode Marge Business.
La neuvième saison est commercialisée par la 20th Century Studios Home Entertainment aux États-Unis et au Canada en décembre 2006. Le DVD contient des bonus, des animatiques, des commentaires pour chaque épisode, et bien plus encore. Comme pour le DVD de la saison précédente, le coffret de cette saison sort en deux formats différents, le format rectangulaire habituel et une « édition collector limité » dont la forme reprend celle de la coiffure de Lisa,.
| L'intégrale de la saison 9 | | | | |
| Détails, | Détails, | Détails, | Détails, | Caractéristiques, |
| - 25 épisodes - 4 disques - Aspect ratio 1.33:1 - Langues : - Anglais (Dolby Digital 5.1, avec sous-titres) - Français (Dolby Digital, avec sous-titres) - Espagnol (Dolby Digital, avec sous-titres) | - 25 épisodes - 4 disques - Aspect ratio 1.33:1 - Langues : - Anglais (Dolby Digital 5.1, avec sous-titres) - Français (Dolby Digital, avec sous-titres) - Espagnol (Dolby Digital, avec sous-titres) | - 25 épisodes - 4 disques - Aspect ratio 1.33:1 - Langues : - Anglais (Dolby Digital 5.1, avec sous-titres) - Français (Dolby Digital, avec sous-titres) - Espagnol (Dolby Digital, avec sous-titres) | - 25 épisodes - 4 disques - Aspect ratio 1.33:1 - Langues : - Anglais (Dolby Digital 5.1, avec sous-titres) - Français (Dolby Digital, avec sous-titres) - Espagnol (Dolby Digital, avec sous-titres) | - Un riff de Matt Groening - Commentaires audio pour chaque épisode - Scènes coupées avec ou sans commentaires - Homer contre New York - Le Saxe de Lisa - Simpson Horror Show VIII - Mère hindoue, fils indigne - Les Ailes du délire - Un drôle de manège - Un coup de pied aux cultes - Les Petits Sauvages - La Dernière Tentation de Krusty - Pour l'amour de Moe - La Malédiction des Simpson - La Clé magique - Un Homer à la mer - Le Journal de Lisa Simpson - Vive les éboueurs - L'Abominable Homer des neiges - Option linguistique - Vive les éboueurs - Polonais - Portugais - Allemand - Japonais - Animatiques et storyboards des épisodes Le Principal principal et La Malédiction des Simpson - Commentaires illustrés des épisodes Simpsonnerie chantante et Le Bus fatal - Spots publicitaires - Galerie de croquis - « Un instant avec U2 » - Extrait exclusif Les Simpson, le film |
| Dates de sorties | | | | - Un riff de Matt Groening - Commentaires audio pour chaque épisode - Scènes coupées avec ou sans commentaires - Homer contre New York - Le Saxe de Lisa - Simpson Horror Show VIII - Mère hindoue, fils indigne - Les Ailes du délire - Un drôle de manège - Un coup de pied aux cultes - Les Petits Sauvages - La Dernière Tentation de Krusty - Pour l'amour de Moe - La Malédiction des Simpson - La Clé magique - Un Homer à la mer - Le Journal de Lisa Simpson - Vive les éboueurs - L'Abominable Homer des neiges - Option linguistique - Vive les éboueurs - Polonais - Portugais - Allemand - Japonais - Animatiques et storyboards des épisodes Le Principal principal et La Malédiction des Simpson - Commentaires illustrés des épisodes Simpsonnerie chantante et Le Bus fatal - Spots publicitaires - Galerie de croquis - « Un instant avec U2 » - Extrait exclusif Les Simpson, le film |
| Région 1 | Région 2 | Région 4 | | - Un riff de Matt Groening - Commentaires audio pour chaque épisode - Scènes coupées avec ou sans commentaires - Homer contre New York - Le Saxe de Lisa - Simpson Horror Show VIII - Mère hindoue, fils indigne - Les Ailes du délire - Un drôle de manège - Un coup de pied aux cultes - Les Petits Sauvages - La Dernière Tentation de Krusty - Pour l'amour de Moe - La Malédiction des Simpson - La Clé magique - Un Homer à la mer - Le Journal de Lisa Simpson - Vive les éboueurs - L'Abominable Homer des neiges - Option linguistique - Vive les éboueurs - Polonais - Portugais - Allemand - Japonais - Animatiques et storyboards des épisodes Le Principal principal et La Malédiction des Simpson - Commentaires illustrés des épisodes Simpsonnerie chantante et Le Bus fatal - Spots publicitaires - Galerie de croquis - « Un instant avec U2 » - Extrait exclusif Les Simpson, le film |
| 19 décembre 2006 | 29 janvier 2007 | 21 mars 2007 | | - Un riff de Matt Groening - Commentaires audio pour chaque épisode - Scènes coupées avec ou sans commentaires - Homer contre New York - Le Saxe de Lisa - Simpson Horror Show VIII - Mère hindoue, fils indigne - Les Ailes du délire - Un drôle de manège - Un coup de pied aux cultes - Les Petits Sauvages - La Dernière Tentation de Krusty - Pour l'amour de Moe - La Malédiction des Simpson - La Clé magique - Un Homer à la mer - Le Journal de Lisa Simpson - Vive les éboueurs - L'Abominable Homer des neiges - Option linguistique - Vive les éboueurs - Polonais - Portugais - Allemand - Japonais - Animatiques et storyboards des épisodes Le Principal principal et La Malédiction des Simpson - Commentaires illustrés des épisodes Simpsonnerie chantante et Le Bus fatal - Spots publicitaires - Galerie de croquis - « Un instant avec U2 » - Extrait exclusif Les Simpson, le film |